# Probolomyrmex

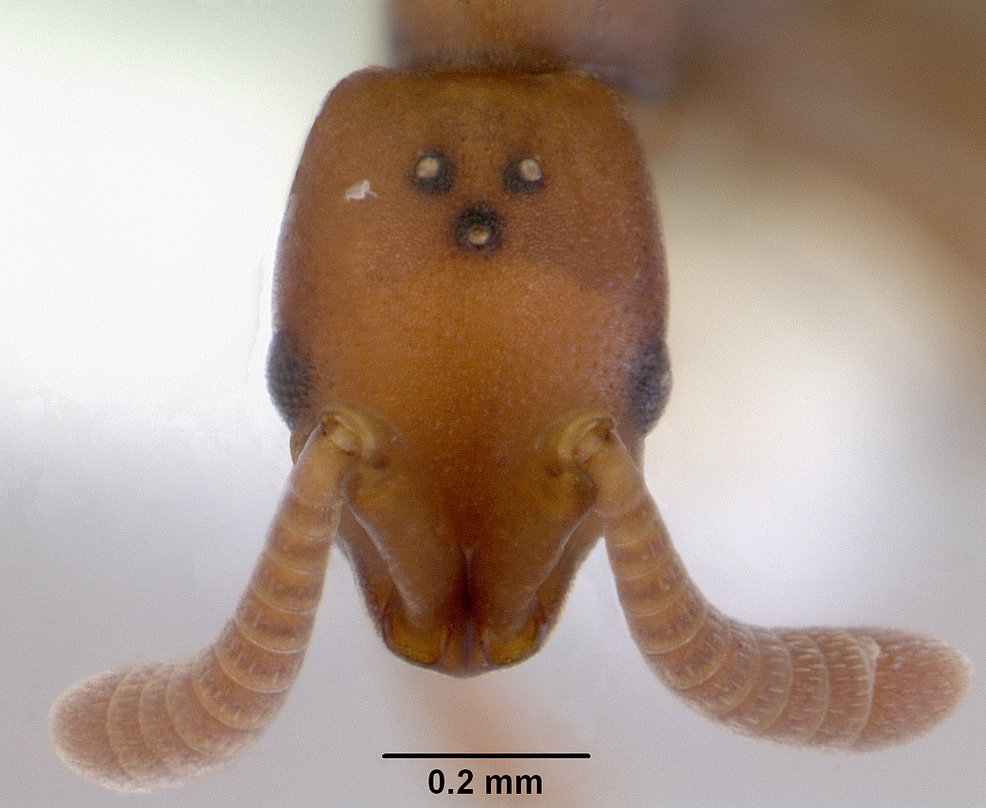
Голова самки Probolomyrmex greavesi

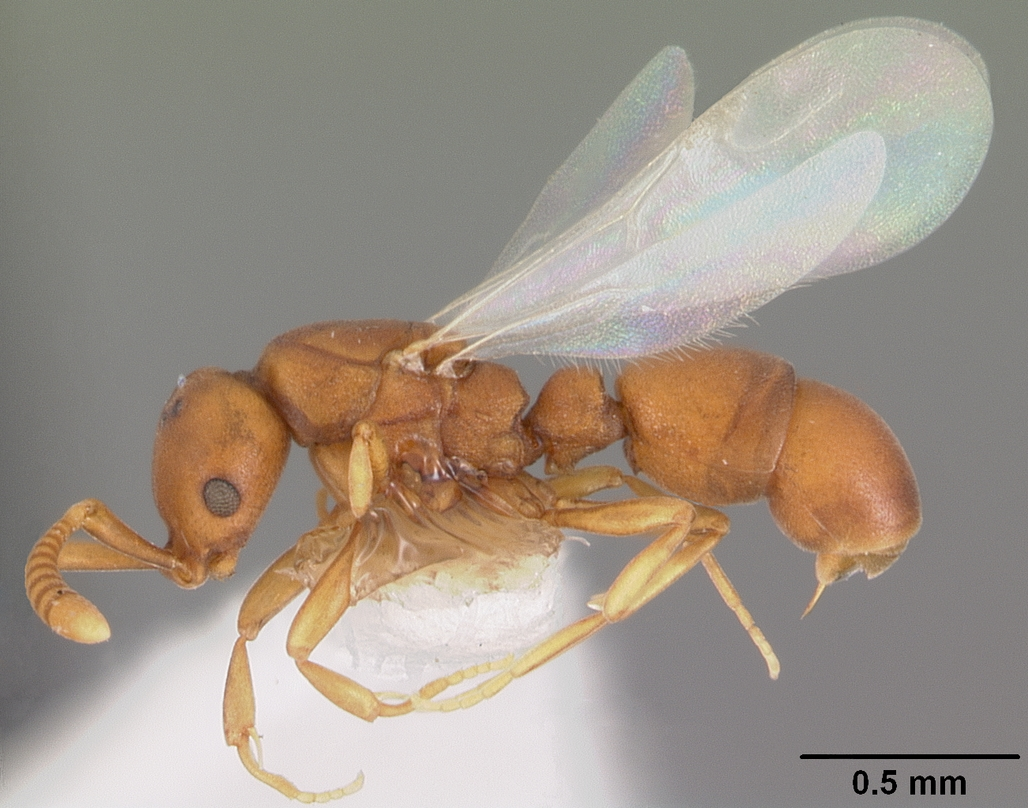
Самка Probolomyrmex tani

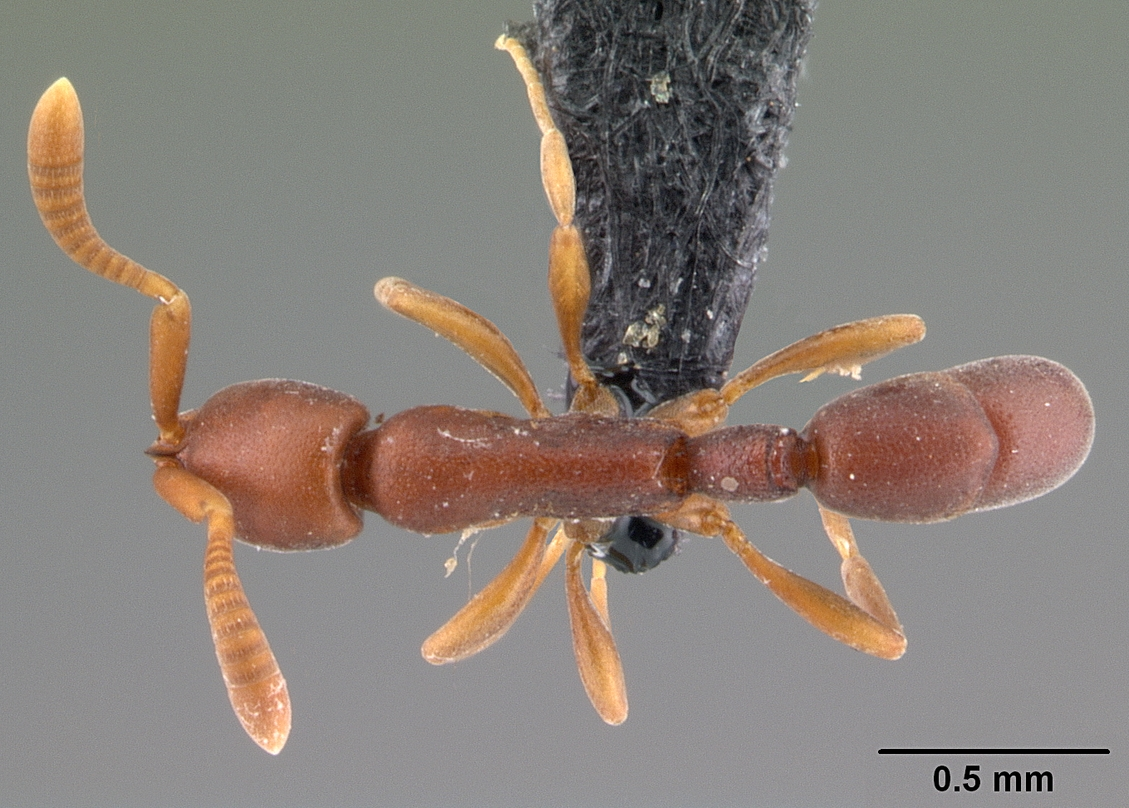
Рабочий Probolomyrmex tani

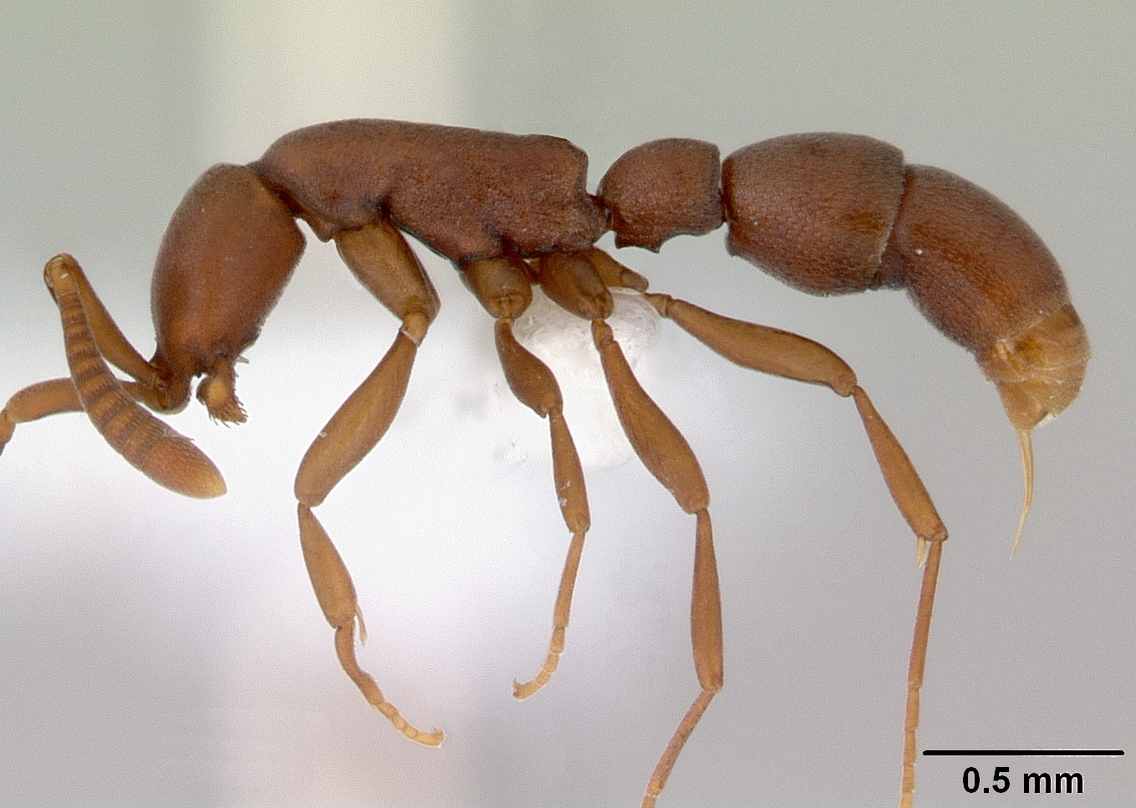
Рабочий Probolomyrmex greavesi

Probolomyrmex (лат.) — род муравьёв (Formicidae) из подсемейства Proceratiinae. 30 видов.

## Распространение
Всесветно, главным образом, в тропиках: Австралия, Азия, Африка, Мадагаскар, Центральная и Южная Америка.

## Описание
Мелкие мономорфные муравьи (длина 3—4 мм), жёлтого или красновато-коричневого цвета. Глаза у рабочих отсутствуют (у большинства видов), у самок развиты глаза и три оцеллия. Усики 12-члениковые (у самцов усики состоят из 13 сегментов). Нижнечелюстные щупики 4-члениковые, нижнегубные щупики состоят из 2 сегментов (формула 4,2). Тело безволосое, но с очень тонким опушением, мелко пунктированное, покрыто рассеянными ямками; усиковые впадины расположены на фронто-клипеальной области, нависающей над мандибулами; жвалы маленькие, удлиненно-треугольные, с острым верхушечным зубцом, за которым следует ряд мелких зубчиков; внешняя поверхность мандибул с несколькими толстыми и короткими щетинками; промезонотальный шов и метанотальная борозда отсутствуют; IV тергит брюшка не сводчатый, а IV стернит не редуцированный, в отличие от других представителей Proceratiinae, у которых брюшко загнуто кончиком вперёд).

## Систематика
30 видов. Род выделяют в отдельную трибу Probolomyrmecini Perrault, 2000 в составе подсемейства Proceratiinae (ранее в составе трибы Platythyreini в составе Ponerinae или в отдельном подсемействе Probolomyrmecinae).
- Probolomyrmex aliundus Shattuck, Gunawardene & Heterick, 2012
- Probolomyrmex bidens Brown, 1975
- Probolomyrmex boliviensis Mann, 1923
- Probolomyrmex brevirostris (Forel, 1910)
- Probolomyrmex brujitae Agosti, 1995
- Probolomyrmex cegua  Oliveira & Feitosa, 2019[1]
- Probolomyrmex curculiformis Hita Garcia & Fisher, 2014
- Probolomyrmex dammermani Wheeler, 1928
- Probolomyrmex dentinodis  Oliveira & Feitosa, 2019[1]
- Probolomyrmex filiformis Mayr, 1901typus
- Probolomyrmex greavesi Taylor, 1965
- Probolomyrmex guanacastensis O’Keefe & Agosti, 1998
- Probolomyrmex guineensis Taylor, 1965
- Probolomyrmex itoi Eguchi, Yoshimura & Yamane, 2006[2]
- Probolomyrmex kelleri  Oliveira & Feitosa, 2019[1]
- Probolomyrmex lamellatus  Oliveira & Feitosa, 2019[1]
- Probolomyrmex latalongus Shattuck, Gunawardene & Heterick, 2012
- Probolomyrmex longinodus Terayama & Ogata, 1988
- Probolomyrmex longiscapus Xu & Zeng, 2000
- Probolomyrmex maryatiae Eguchi, Yoshimura & Yamane, 2006[2]
- Probolomyrmex newguinensis Shattuck, Gunawardene & Heterick, 2012
- Probolomyrmex okinawensis Terayama & Ogata, 1988
- Probolomyrmex petiolatus Weber, 1940
- Probolomyrmex procne Brown, 1975
- Probolomyrmex salomonis Taylor, 1965
- Probolomyrmex simplex Shattuck, Gunawardene & Heterick, 2012
- Probolomyrmex tani Fisher, 2007
- Probolomyrmex vieti Eguchi, Yoshimura & Yamane, 2006[2]
- Probolomyrmex watanabei Tanaka, 1974
- Probolomyrmex zahamena Hita Garcia & Fisher, 2014